# District de Haibara
Le district de Haibara (榛原郡, Haibara-gun) est un district de la préfecture de Shizuoka au Japon.

## Géographie

### Démographie
Lors du recensement national de 2000, la population du district de Haibara était de 127 855 habitants répartis sur une superficie de 826 km2.

### Divisions administratives
Le district de Haibara est constitué de deux bourgs : Kawanehon et Yoshida.

## Économie
Le premier champ pétrolifère du Japon, le champ pétrolifère de Sagara, y est exploité de 1873 à 1955.